# Pont Louis-Vicat
 (janvier 2020).
Si vous disposez d'ouvrages ou d'articles de référence ou si vous connaissez des sites web de qualité traitant du thème abordé ici, merci de compléter l'article en donnant les références utiles à sa vérifiabilité et en les liant à la section « Notes et références ».
Le pont Louis Vicat, situé au sud de la commune de Souillac et au nord-est de la commune de Lanzac dans le département du Lot, enjambe la Dordogne.

## Caractéristiques
C'est un pont routier en maçonnerie de 180 m de longueur avec 7 travées de 22 m. Il porte la D 820.

## Histoire
Napoléon Ier, se dirigeant en Espagne pour la guerre, était de passage à Souillac. Il devait passer la Dordogne. Le pont n'étant pas construit, il dut trouver un autre moyen. Il finit par la traverser, mais il ordonna la construction d'un pont qui devait être terminé avant son retour. Il confia la tâche à Louis Vicat. La construction débuta en 1812, nécessitant de raser la chapelle Notre-Dame du Port. Louis Vicat avait utilisé le ciment artificiel pour la construction du pont, c'est le premier pont construit avec du ciment artificiel. La construction s'acheva en 1824, bien que Napoléon Ier était rentré depuis longtemps. Lors de son inauguration et de son ouverture au public le 1er janvier 1824, il fut baptisé pont du Duc d'Angoulême, fils de Charles X. Le pont a été rénové de 2013 à 2015 et de la fin 2017 à l'été 2020.